# Picconia derisa
Picconia derisa är en tvåvingeart som först beskrevs av Henry J. Reinhard 1943.  Picconia derisa ingår i släktet Picconia och familjen parasitflugor. Inga underarter finns listade i Catalogue of Life.